# Wahlbezirk Tirol 3
Der Wahlbezirk Tirol 3 war ein Wahlkreis für die Wahlen zum Abgeordnetenhaus im österreichischen Kronland Tirol. Der Wahlbezirk wurde 1907 mit der Einführung der Reichsratswahlordnung geschaffen und bestand bis zum Zusammenbruch der Habsburgermonarchie.

## Geschichte
Nachdem der Reichsrat im Herbst 1906 das allgemeine, gleiche, geheime und direkte Männerwahlrecht beschlossen hatte, wurde mit 26. Jänner 1907 die große Wahlrechtsreform durch Sanktionierung von Kaiser Franz Joseph I. gültig. Mit der neuen Reichsratswahlordnung schuf man insgesamt 516 Wahlbezirke, wobei mit Ausnahme Galiziens in jedem Wahlbezirk ein Abgeordneter im Zuge der Reichsratswahl gewählt wurde. Der Abgeordnete musste sich dabei im ersten Wahlgang oder in einer Stichwahl mit absoluter Mehrheit durchsetzen. Der Wahlkreis Tirol 3 umfasste die Städte, Märkte und Gemeinden Kufstein, Kitzbühel, Hopfgarten, Rattenberg, Schwaz, Hall, Imst, Landeck, Telfs, Reutte und Vils.
Aus der Reichsratswahl 1907 ging Michael Mayr (Christlichsoziale Partei) als Sieger hervor. Mayr verlor sein Mandat bei der Reichsratswahl 1911 in der Stichwahl an den Kandidaten der Deutschfreiheitlichen Anton Kofler.

## Wahlen

### Reichsratswahl 1907
Die Reichsratswahl 1907 wurde am 14. Mai 1907 (erster Wahlgang) durchgeführt. Eine Stichwahl entfiel auf Grund der absoluten Mehrheit von Michael Mayr im ersten Wahlgang.
| Kandidat                                                                    | Partei                                                        | Wahlkreis- stimmen | Stimmen- anteil |
| --------------------------------------------------------------------------- | ------------------------------------------------------------- | ------------------ | --------------- |
| Michael Mayr                                                                | Christlichsoziale Partei (Kompromisskandidat CS/Konservative) | 3138               | 56,3 %          |
| Ernst Knapp                                                                 | Deutsche Volkspartei                                          | 1470               | 26,4 %          |
| Josef Holzhammer                                                            | Sozialdemokratische Arbeiterpartei                            | 934                | 16,8 %          |
| Sonstige                                                                    |                                                               | 32                 | 0,6 %           |
| Wahlberechtigte: 6291, Ungültige/Leere Stimmen: 74, Wahlbeteiligung: 89,8 % |                                                               |                    |                 |

#### Ergebnisse nach Wahlort
| Wahlort    | Mayr   | Knapp  | Holz hammer | Sonstige |
| ---------- | ------ | ------ | ----------- | -------- |
| Kufstein   | 36,0 % | 39,9 % | 23,0 %      | 1,1 %    |
| Kitzbühel  | 44,5 % | 26,5 % | 27,7 %      | 1,2 %    |
| Hopfgarten | 63,7 % | 24,2 % | 10,0 %      | 2,1 %    |
| Rattenberg | 53,1 % | 43,4 % | 0,0 %       | 3,4 %    |
| Schwaz     | 64,0 % | 24,3 % | 11,6 %      | 0,2 %    |
| Hall       | 56,2 % | 22,8 % | 20,8 %      | 0,2 %    |
| Imst       | 67,0 % | 31,7 % | 1,1 %       | 0,2 %    |
| Landeck    | 51,5 % | 18,6 % | 29,5 %      | 0,4 %    |
| Telfs      | 53,4 % | 22,8 % | 23,6 %      | 0,2 %    |
| Reutte     | 84,4 % | 15,0 % | 0,3 %       | 0,3 %    |
| Vils       | 74,4 % | 25,6 % | 0,0 %       | 0,0 %    |

### Reichsratswahl 1911
Die Reichsratswahl 1911 wurde am 13. Juni 1911 sowie am 20. Juni 1911 (Stichwahl) durchgeführt.

#### Erster Wahlgang
| Kandidat                                                                     | Partei                             | Wahlkreis- stimmen | Stimmen- anteil |
| ---------------------------------------------------------------------------- | ---------------------------------- | ------------------ | --------------- |
| Michael Mayr                                                                 | Christlichsoziale Partei           | 1836               | 35,0 %          |
| Anton Kofler                                                                 | Deutschfreiheitliche Partei        | 1454               | 27,7 %          |
| Roman Mößl                                                                   | Konservative                       | 1035               | 19,8 %          |
| Martin Rapoldi                                                               | Sozialdemokratische Arbeiterpartei | 891                | 17,0 %          |
| Sonstige                                                                     |                                    | 24                 | 0,5 %           |
| Wahlberechtigte: 6870, Ungültige/Leere Stimmen: 203, Wahlbeteiligung: 79,2 % |                                    |                    |                 |

##### Ergebnisse nach Wahlort
| Wahlort    | Mayr   | Kofler | Mößl   | Rappoldi | Sonstige |
| ---------- | ------ | ------ | ------ | -------- | -------- |
| Kufstein   | 36,1 % | 42,3 % | 0,5 %  | 21,0 %   | 0,1 %    |
| Kitzbühel  | 39,9 % | 30,7 % | 2,2 %  | 26,3 %   | 0,8 %    |
| Hopfgarten | 34,5 % | 42,1 % | 0,6 %  | 21,1 %   | 1,8 %    |
| Rattenberg | 41,2 % | 37,7 % | 11,4 % | 6,1 %    | 3,5 %    |
| Schwaz     | 38,8 % | 18,6 % | 22,2 % | 20,2 %   | 0,2 %    |
| Hall       | 19,1 % | 20,3 % | 42,0 % | 17,9 %   | 0,7 %    |
| Imst       | 6,9 %  | 15,6 % | 74,7 % | 1,6 %    | 1,3 %    |
| Landeck    | 37,9 % | 34,5 % | 6,5 %  | 21,2 %   | 0,0 %    |
| Telfs      | 47,7 % | 28,5 % | 10,2 % | 13,1 %   | 0,4 %    |
| Reutte     | 39,9 % | 17,8 % | 42,0 % | 0,3 %    | 0,0 %    |
| Vils       | 80,0 % | 18,0 % | 2,0 %  | 0,0 %    | 0,0 %    |

#### Stichwahl
| Kandidat                                                              | Partei                      | Wahlkreis- stimmen | Prozent |
| --------------------------------------------------------------------- | --------------------------- | ------------------ | ------- |
| Anton Kofler                                                          | Deutschfreiheitliche Partei | 2908               | 54,1 %  |
| Michael Mayr                                                          | Christlichsoziale Partei    | 2472               | 45,9 %  |
| Wahlberechtigte: 6870, Ungültige Stimmen: 56, Wahlbeteiligung: 79,1 % |                             |                    |         |

##### Ergebnisse nach Wahlort
| Wahlort    | Kofler | Mayr   |
| ---------- | ------ | ------ |
| Kufstein   | 65,0 % | 35,0 % |
| Kitzbühel  | 57,1 % | 42,9 % |
| Hopfgarten | 63,1 % | 36,9 % |
| Rattenberg | 67,2 % | 32,8 % |
| Schwaz     | 44,4 % | 55,6 % |
| Hall       | 63,4 % | 36,6 % |
| Imst       | 70,2 % | 29,8 % |
| Landeck    | 52,8 % | 47,2 % |
| Telfs      | 43,7 % | 56,3 % |
| Reutte     | 28,7 % | 71,3 % |
| Vils       | 17,5 % | 82,5 % |